# 大慈寺 (埼玉県横瀬町)
大慈寺（だいじじ）は埼玉県秩父郡横瀬町にある曹洞宗の寺院で、山号は萬松山と号する。本尊は惠心僧都作と伝わる聖観世音菩薩。
本尊真言：おん あろりきゃ そわか
ご詠歌：ひたすらに頼みをかけよ大慈寺 六つのちまたの苦に代わるべし

## 沿革
延徳2年（1490年）東雄朔方により開山。

## 文化財
横瀬町の町指定史跡となっている。

## 交通アクセス
- 西武秩父駅または秩父駅より西武観光バス「定峰・皆野駅ゆき」にて「札所十番」下車 徒歩2分
- 九番札所明智寺より徒歩30分

## 前後の札所
秩父札所（江戸巡礼古道）
9 明智寺 -- (2.2km)-- 10 大慈寺 -- (1.0km)-- 11 常楽寺

## 舞台
- 心が叫びたがってるんだ。 - 映画2作（アニメ版・実写版）